# 東新潟駅
東新潟駅（ひがしにいがたえき）は、新潟県新潟市東区中島字浦沢にある、東日本旅客鉄道（JR東日本）白新線の駅である。
営業キロ設定上は、駅北側にある日本貨物鉄道（JR貨物）の新潟貨物ターミナル駅と同一地点となっている。

## 歴史
- 1958年（昭和33年）2月1日：新潟操車場前仮乗降場（にいがたそうしゃじょうまえ-）として開業[3]。
- 1978年（昭和53年）10月2日：複線化を機に、東新潟駅に昇格[4]。旅客駅。在来ホームが上り線用となり、操車場を挟んで北側に下りホームを新設。駅開業時は駅員無配置駅であった[2]。
- 1987年（昭和62年）4月1日：国鉄分割民営化に伴い、東日本旅客鉄道（JR東日本）の駅となる[3]。
- 1989年（平成元年）：新潟貨物ターミナル駅開設に伴い、上沼垂信号場 - 大形間の線路配置を整理。
  - 10月30日：上下ホームを統合[5]。
  - 12月25日：現駅舎が開業[6]。
- 2005年（平成17年）1月27日：自動改札機の供用を開始[7]。
- 2006年（平成18年）1月21日：ICカード「Suica」の利用が可能となる[8]。
- 2010年（平成22年）
  - 3月7日：みどりの窓口が営業を終了。
  - 3月8日：指定席券売機の供用を開始[9]。
- 2017年（平成29年）2月18日：跨線橋にエレベーターを新設。エレベーター設置に伴いホーム幅が減少するため、ホームの拡張も行われた。

## 駅構造

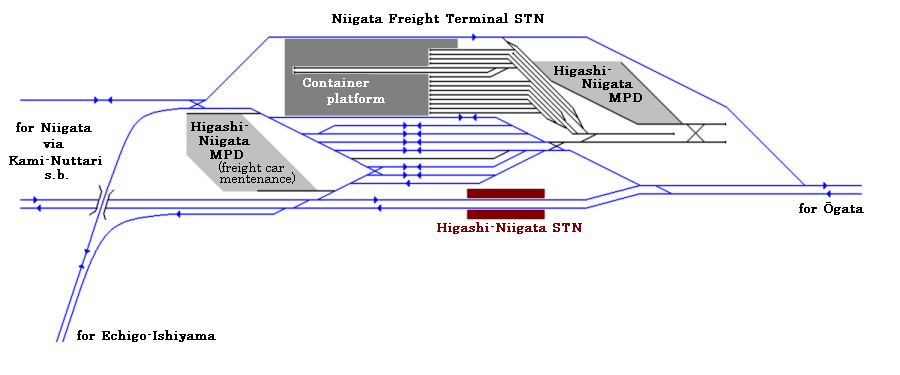
貨物ターミナルと当駅の配線図

相対式ホーム2面2線を有する地上駅である。駅舎は1番線（上り側）に面する南側にあり、両ホームが跨線橋によって連絡している。
新潟駅管理の業務委託駅で、JR東日本新潟シティクリエイト（JENIC）が駅業務を受託している。
改札口には自動改札機が設置されており、全通路でSuicaなどのICカードが利用できる。有人改札口は無人となる時間帯があるが、その際はJR東日本新潟支社の社員がインターホンで対応し、有人ゲートの解錠・施錠は遠隔操作で行われる。改札口周辺には多機能券売機と指定席券売機が設置されている。待合室、トイレは改札内からのみ利用できる。自動販売機は改札内および改札外に設置されている。バリアフリー対策として、駅舎正面にはスロープが設置されており、車椅子での利用にも対応している。2017年（平成29年）2月18日からは跨線橋にエレベーターが新設され、併せてホーム脇には通路が新設されている。なお、従来は車椅子でホームを往来する際には駅社員の補助が必要となっていた。
なお、有人改札口には以前みどりの窓口が併設されていたが、指定席券売機の設置に伴い2010年（平成22年）3月7日をもって乗車券の発売業務を終了し、現在は改札業務のみを行っている。

### のりば
| 番線 | 路線    | 方向 | 行先             |
| ---- | ------- | ---- | ---------------- |
| 1    | ■白新線 | 上り | 新潟方面         |
| 2    | ■白新線 | 下り | 豊栄・新発田方面 |

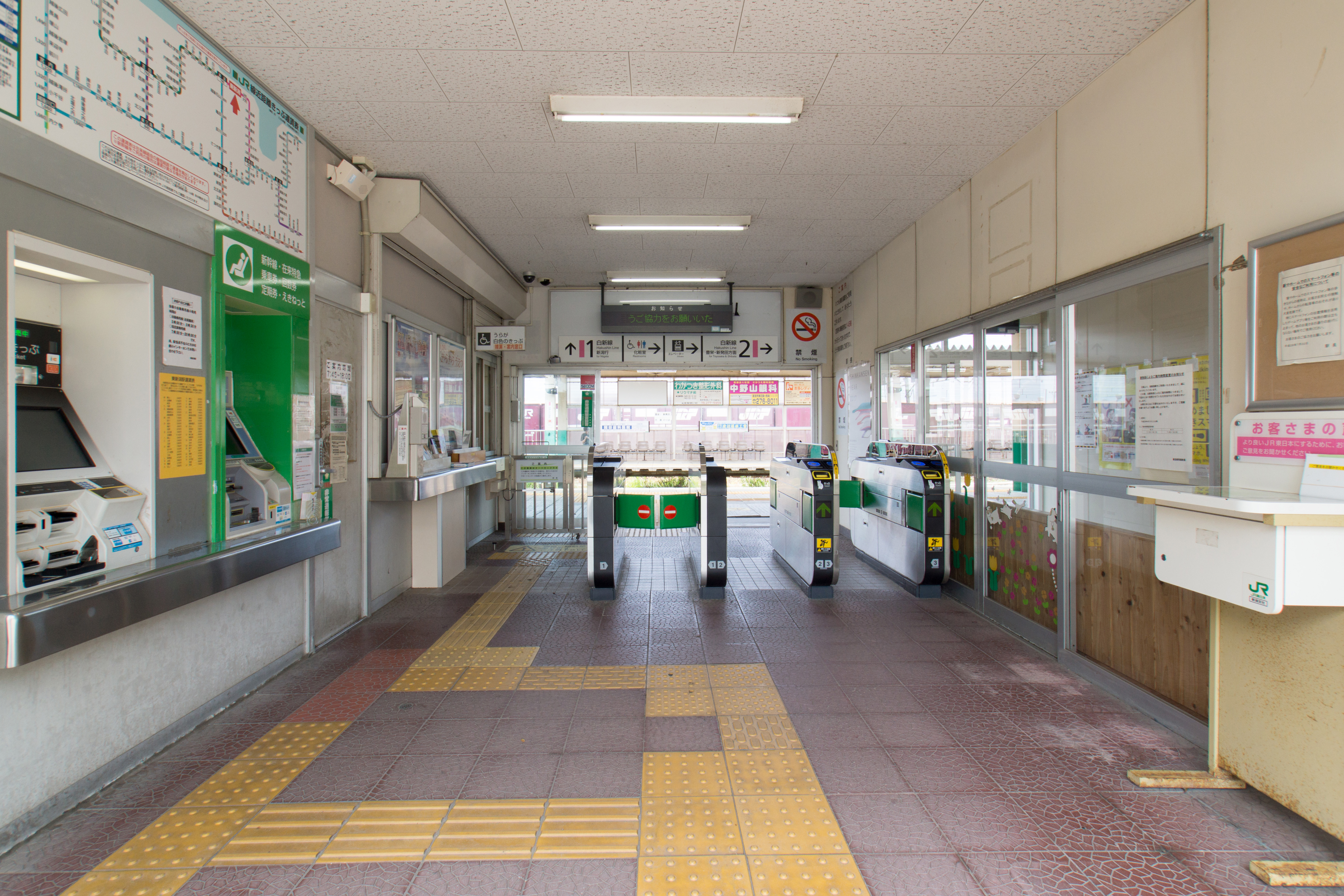
改札口（2017年6月）
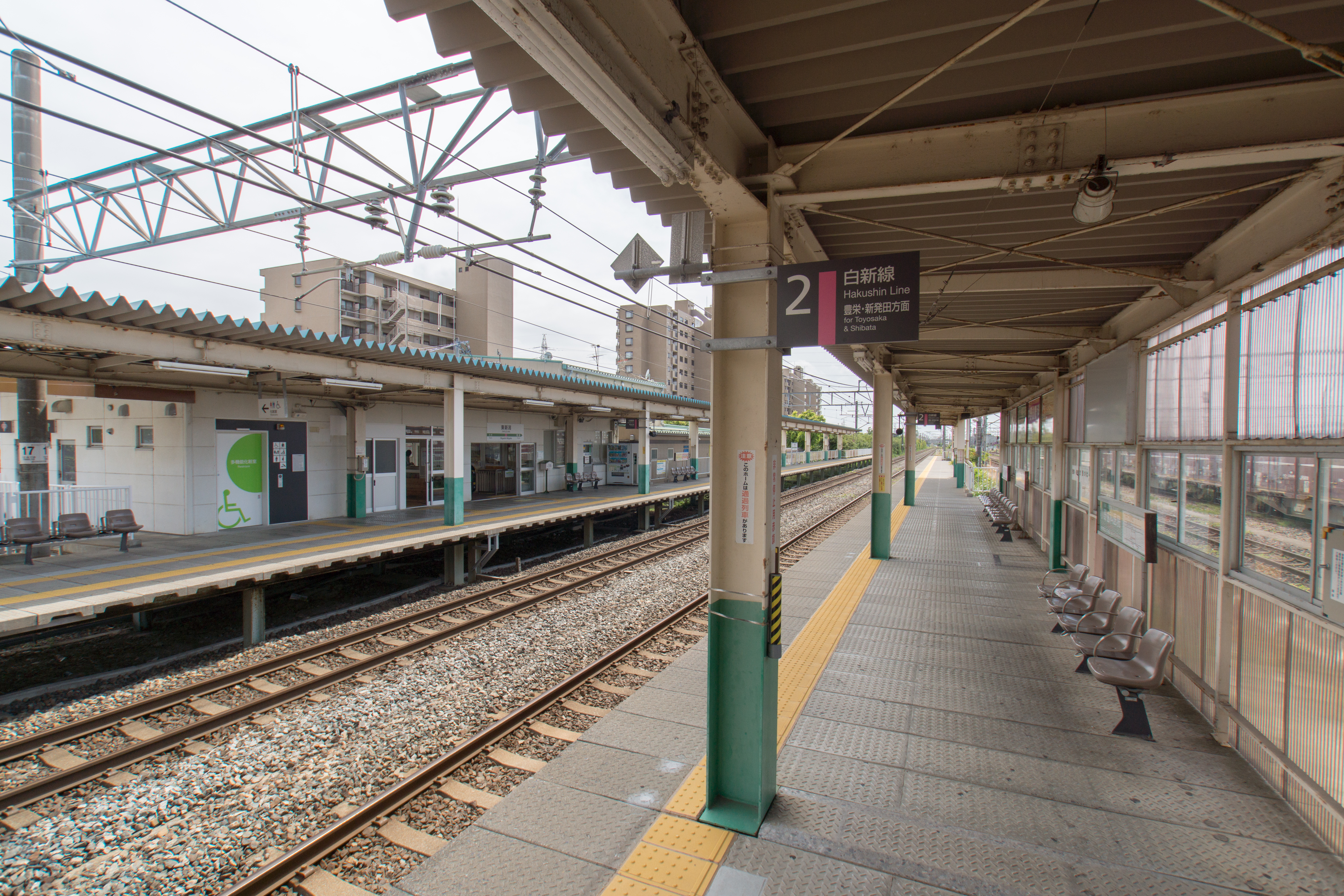
ホーム（2017年6月）
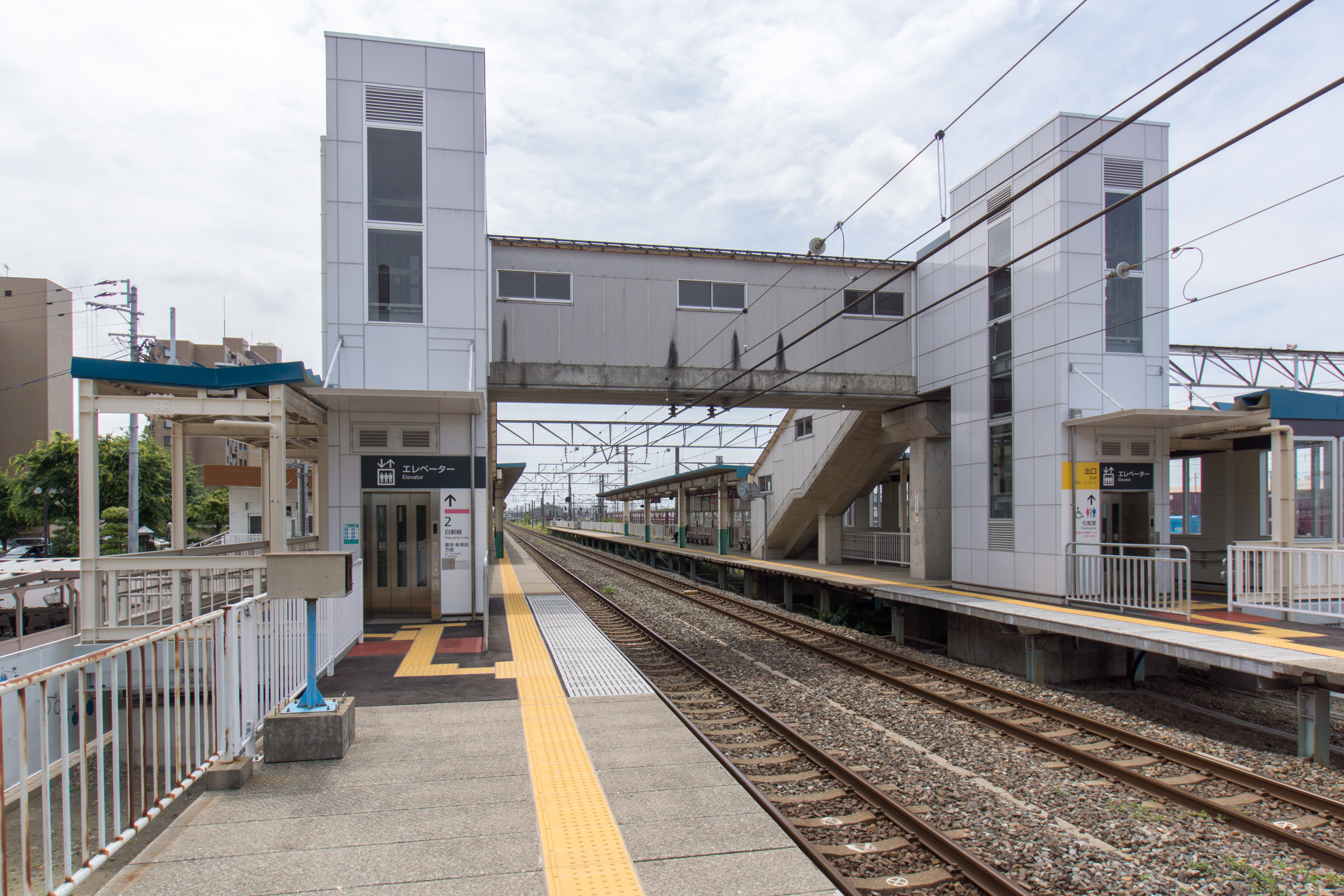
新設されたエレベーター。ホーム幅が狭隘なため車椅子が通れる幅の通路が新たに併設されている（2017年6月）
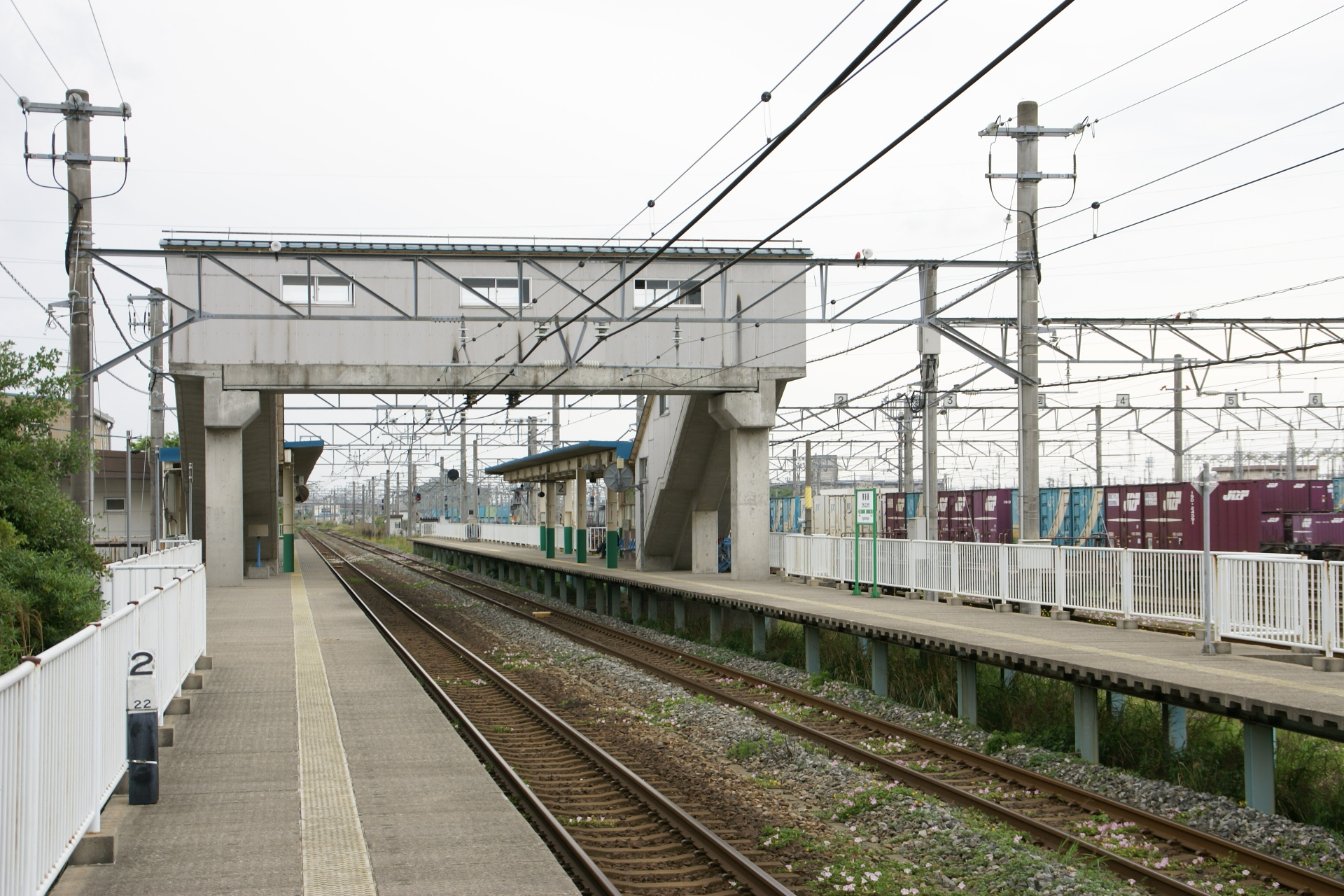
エレベーター設置前のプラットホーム（2008年5月）

### ホーム配置の変遷
仮乗降場として開業した当初、白新線は単線であり、新潟操車場（現・新潟貨物ターミナル）の南側に1面の単式ホームを備えていた。白新線複線化の際に、下り線が操車場の北側を通る形で増設されたため、上下ホームが広大な操車場を挟み込む形となった。しかし駅利用者は南側の新潟市石山東部地区の住民がほとんどで、下り列車を利用した場合、新発田方面ホームで降車してから徒歩10分弱かけて新潟方面ホーム側まで回らねばならなかった。
国鉄民営化後、貨物輸送の見直しによって操車場用地が縮小し、また、沼垂駅の機能のほとんどが移転することになった。この際に線路配置も見直され、白新線は上下線とも操車場の中央南寄りを横切る形に移設された。これに併せて1989年（平成元年）に新駅舎が完成し、上下ホームが南側に統合された。また、その後、白新線より南側の旧操車場用地は駅前広場や宅地などとして再開発された。

## 利用状況
JR東日本によると、2023年度（令和5年度）の1日平均乗車人員は1,550人である。
2000年度（平成12年度）以降の推移は以下のとおりである。
| 1日平均乗車人員推移 | 1日平均乗車人員推移 | 1日平均乗車人員推移 | 1日平均乗車人員推移 | 1日平均乗車人員推移 |
| 年度                | 定期外              | 定期                | 合計                | 出典                |
| ------------------- | ------------------- | ------------------- | ------------------- | ------------------- |
| 2000年（平成12年）  |                     |                     | 1,985               | [ 利用客数 2 ]      |
| 2001年（平成13年）  |                     |                     | 1,981               | [ 利用客数 3 ]      |
| 2002年（平成14年）  |                     |                     | 1,964               | [ 利用客数 4 ]      |
| 2003年（平成15年）  |                     |                     | 1,990               | [ 利用客数 5 ]      |
| 2004年（平成16年）  |                     |                     | 1,914               | [ 利用客数 6 ]      |
| 2005年（平成17年）  |                     |                     | 1,983               | [ 利用客数 7 ]      |
| 2006年（平成18年）  |                     |                     | 1,957               | [ 利用客数 8 ]      |
| 2007年（平成19年）  |                     |                     | 1,922               | [ 利用客数 9 ]      |
| 2008年（平成20年）  |                     |                     | 1,927               | [ 利用客数 10 ]     |
| 2009年（平成21年）  |                     |                     | 1,894               | [ 利用客数 11 ]     |
| 2010年（平成22年）  |                     |                     | 1,891               | [ 利用客数 12 ]     |
| 2011年（平成23年）  |                     |                     | 1,909               | [ 利用客数 13 ]     |
| 2012年（平成24年）  | 569                 | 1,391               | 1,960               | [ 利用客数 14 ]     |
| 2013年（平成25年）  | 577                 | 1,433               | 2,011               | [ 利用客数 15 ]     |
| 2014年（平成26年）  | 574                 | 1,327               | 1,901               | [ 利用客数 16 ]     |
| 2015年（平成27年）  | 579                 | 1,321               | 1,900               | [ 利用客数 17 ]     |
| 2016年（平成28年）  | 579                 | 1,265               | 1,844               | [ 利用客数 18 ]     |
| 2017年（平成29年）  | 558                 | 1,241               | 1,799               | [ 利用客数 19 ]     |
| 2018年（平成30年）  | 553                 | 1,216               | 1,769               | [ 利用客数 20 ]     |
| 2019年（令和元年）  | 521                 | 1,231               | 1,752               | [ 利用客数 21 ]     |
| 2020年（令和02年）  | 321                 | 1,074               | 1,396               | [ 利用客数 22 ]     |
| 2021年（令和03年）  | 345                 | 1,051               | 1,397               | [ 利用客数 23 ]     |
| 2022年（令和04年）  | 401                 | 1,061               | 1,462               | [ 利用客数 24 ]     |
| 2023年（令和05年）  | 444                 | 1,105               | 1,550               | [ 利用客数 1 ]      |

## 駅周辺
駅前は住宅地となっている。駅前にはコンビニエンスストア、ドラッグストア、スーパーマーケットなどがあり、周辺にはマンション、市営住宅（団地）、教育機関などがある。新潟貨物ターミナル駅は当駅の裏側にある。
- キューピット石山店
- 清水フードセンター東中野山店
- 新潟中島郵便局
- 東中野山保育園
- 石山保育園
- ゆたかこども園
- 石山団地 - 市営住宅（団地）。別称は「石山住宅」[12]。
- JR貨物 新潟貨物ターミナル駅 - 駅裏側
- 新潟県道4号新潟港横越線
- 新潟県道290号曽野木一日市線

## バス路線
当駅周辺には新潟交通グループおよび東区区バスの停留所が存在し、2025年（令和7年）4月現在では以下の路線が運行している。
| バス停名     | 方面   | 路線名                 | 系統番号・行先                        | 出典   |
| ------------ | ------ | ---------------------- | ------------------------------------- | ------ |
| 石山団地     | 東方向 | ■E9 山二ツ線           | E90：北高校前                         | [ 13 ] |
| 石山団地     | 西方向 | ■E9 山二ツ線           | E90：新潟駅前・万代シテイ             | [ 13 ] |
| 石山第二団地 | 東方向 | ■E8 石山線（東明系統） | - E80：北高校前 - E81：大江山連絡所前 | [ 14 ] |
| 石山第二団地 | 東方向 | 東区区バス             | 松崎ルート                            | [ 15 ] |
| 石山第二団地 | 西方向 | ■E8 石山線（東明系統） | E80・E81：新潟駅前・万代シテイ        | [ 14 ] |
| 石山第二団地 | 西方向 | 東区区バス             | 松崎ルート                            | [ 15 ] |

## 隣の駅
東日本旅客鉄道（JR東日本）
■白新線
■快速
通過
■普通
新潟駅 - （上沼垂信号場） - 東新潟駅（新潟貨物ターミナル駅） - 大形駅
信越本線（貨物支線）
越後石山駅 - 東新潟駅（新潟貨物ターミナル駅）

### 記事本文
1. 1 2 3 4 5 6  『週刊 JR全駅・全車両基地』 14号 長野駅・新津駅・高田駅ほか、朝日新聞出版〈週刊朝日百科〉、2012年11月11日、26頁。
2. 1 2 3  「「通報」●白新線東新潟駅及び鹿児島本線東福間駅の開業について（旅客局）」『鉄道公報』日本国有鉄道総裁室文書課、1978年8月31日、4面。
3. 1 2 3  石野哲（編）『停車場変遷大事典 国鉄・JR編 Ⅱ』（初版）JTB、1998年10月1日、567頁。ISBN 978-4-533-02980-6。
4. 1 2  「日本国有鉄道公示第86号」『官報』1978年8月31日。
5. ↑  市報にいがた　平成元年10月22日　第1182号 p.5 (PDF)
6. 1 2  「上下ホームが統合 JR白新線東新潟駅 新しい駅舎完成」『交通新聞』交通新聞社。
7. ↑  『平成16年11月27日（土）新潟駅で自動改札使用開始!』（PDF）（プレスリリース）東日本旅客鉄道新潟支社、2004年11月27日。オリジナルの2006年1月8日時点におけるアーカイブ。2021年1月8日閲覧。
8. ↑  『2006年1月21日（土）新潟エリアSuicaデビュー!』（PDF）（プレスリリース）東日本旅客鉄道新潟支社、2005年9月21日。オリジナルの2006年1月5日時点におけるアーカイブ。2021年1月8日閲覧。
9. ↑  『「指定席券売機」が新たに4駅に登場!』（PDF）（プレスリリース）東日本旅客鉄道新潟支社、2010年2月12日。オリジナルの2010年5月9日時点におけるアーカイブ。2021年1月8日閲覧。
10. ↑  10年目の朗報 東新潟駅にエレベーター設置 駅周辺の班と「会」が要求 - 全国生活と健康を守る会連合会
11. 1 2  “JR東日本：駅構内図・バリアフリー情報（東新潟駅）”.   東日本旅客鉄道. 2025年4月23日閲覧。
12. ↑  “石山住宅” (PDF).   新潟市 (2019年). 2022年7月8日時点のオリジナルよりアーカイブ。2024年9月21日閲覧。
13. 1 2  “E9 山二ツ線 運行系統図” (PDF). 東新潟方面（E系統）| 路線別時刻表.   新潟交通. 2025年4月24日閲覧。
14. 1 2  “E8 石山線 運行系統図” (PDF). 東新潟方面（E系統）| 路線別時刻表.   新潟交通. 2025年4月23日閲覧。
15. 1 2  “東区 区バス運行ガイド” (PDF). 区バス 新潟市東区.   新潟市東区. 2025年4月23日閲覧。

### 利用状況
1. 1 2  “各駅の乗車人員（2023年度）”.   東日本旅客鉄道. 2024年7月21日閲覧。
2. ↑  “各駅の乗車人員（2000年度）”.   東日本旅客鉄道. 2019年4月6日閲覧。
3. ↑  “各駅の乗車人員（2001年度）”.   東日本旅客鉄道. 2019年4月6日閲覧。
4. ↑  “各駅の乗車人員（2002年度）”.   東日本旅客鉄道. 2019年4月6日閲覧。
5. ↑  “各駅の乗車人員（2003年度）”.   東日本旅客鉄道. 2019年4月6日閲覧。
6. ↑  “各駅の乗車人員（2004年度）”.   東日本旅客鉄道. 2019年4月6日閲覧。
7. ↑  “各駅の乗車人員（2005年度）”.   東日本旅客鉄道. 2019年4月6日閲覧。
8. ↑  “各駅の乗車人員（2006年度）”.   東日本旅客鉄道. 2019年4月6日閲覧。
9. ↑  “各駅の乗車人員（2007年度）”.   東日本旅客鉄道. 2019年4月6日閲覧。
10. ↑  “各駅の乗車人員（2008年度）”.   東日本旅客鉄道. 2019年4月6日閲覧。
11. ↑  “各駅の乗車人員（2009年度）”.   東日本旅客鉄道. 2019年4月6日閲覧。
12. ↑  “各駅の乗車人員（2010年度）”.   東日本旅客鉄道. 2019年4月6日閲覧。
13. ↑  “各駅の乗車人員（2011年度）”.   東日本旅客鉄道. 2019年4月6日閲覧。
14. ↑  “各駅の乗車人員（2012年度）”.   東日本旅客鉄道. 2019年4月6日閲覧。
15. ↑  “各駅の乗車人員（2013年度）”.   東日本旅客鉄道. 2019年4月6日閲覧。
16. ↑  “各駅の乗車人員（2014年度）”.   東日本旅客鉄道. 2019年4月6日閲覧。
17. ↑  “各駅の乗車人員（2015年度）”.   東日本旅客鉄道. 2019年4月6日閲覧。
18. ↑  “各駅の乗車人員（2016年度）”.   東日本旅客鉄道. 2019年4月6日閲覧。
19. ↑  “各駅の乗車人員（2017年度）”.   東日本旅客鉄道. 2019年4月6日閲覧。
20. ↑  “各駅の乗車人員（2018年度）”.   東日本旅客鉄道. 2019年7月21日閲覧。
21. ↑  “各駅の乗車人員（2019年度）”.   東日本旅客鉄道. 2020年7月13日閲覧。
22. ↑  “各駅の乗車人員（2020年度）”.   東日本旅客鉄道. 2021年7月25日閲覧。
23. ↑  “各駅の乗車人員（2021年度）”.   東日本旅客鉄道. 2022年8月8日閲覧。
24. ↑  “各駅の乗車人員（2022年度）”.   東日本旅客鉄道. 2023年7月12日閲覧。